# Tinotyp

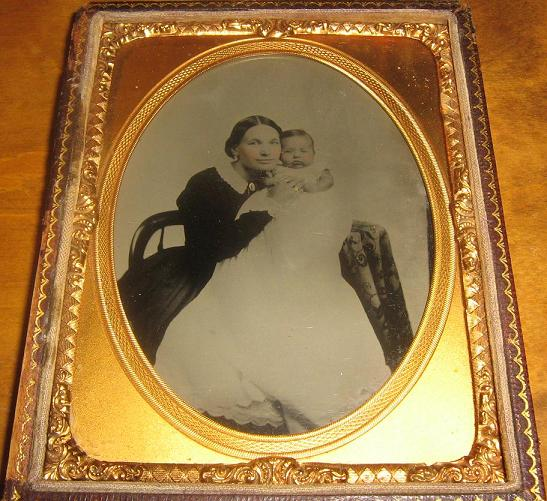
Handkolorerad tinotyp, ca 1860

Tinotyp är en fotografisk avbildning med en teknik, snarlik ferrotypin, men med användande av en förtennad järnplåt i stället för en oförtennad, vilket gör att bilden blir betydligt ljusare jämfört med ferrotypen.
Metoden utvecklades i början av 1850-talet, och skapade i likhet med de flesta andra tidiga tekniker ett positiv som var själva fotografiet, utan möjlighet att göra några kopior av det. I likhet med ferrotyperna var de dock enkla och snabba att framställa, och tekniken överlevde därför för enklare kringresande fotografer långt in på 1900-talet.